# Oleh Shelayev
Oleh Mykolayovych Shelayev - em ucraniano, Олег Миколайович Шелаєв (Luhansk, 5 de novembro de 1976) - é um futebolista da Ucrânia que joga na posição de medio.
Seu nome nos tempos de URSS era russificado para 'Oleg Nikolayevich Shelayev (Олег Николаевич Шелаев).